# Derc
Derc (Duits: Derz) is een plaats in het Poolse district  Olsztyński, woiwodschap Ermland-Mazurië. De plaats maakt deel uit van de gemeente Jeziorany en telt 660 inwoners.